# Chartered Financial Analyst
Pour les articles homonymes, voir CFA.
Le titre de Chartered Financial Analyst (CFA) est un diplôme délivré par l'Institut CFA (en), une association à but non-lucratif. Il est une norme reconnue à l'échelle mondiale et l'obtention de cette certification confère une reconnaissance professionnelle internationale,,. Le CFA est décrit comme « l'examen le plus difficile de Wall Street » par le New York Times et le Financial Times,.
Ce diplôme se divise en trois niveaux. Six mois de préparation sont nécessaires pour le passage de chaque niveau. En moyenne, les candidats obtenant le CFA mettent 4 ans à passer les trois niveaux. Cependant, il est théoriquement possible de passer les trois niveaux en 18 mois (les sessions d'examens sont organisées à 6 mois d'intervalle). Plus de 300 heures de travail sont nécessaires pour le passage de chaque niveau, en moyenne: 303 heures pour le niveau 1; 328 heures pour le niveau 2; et 344 heures pour le niveau 3.

Les disciplines évaluées au cours des trois niveaux sont: éthique, méthodes quantitatives, sciences économiques, analyse financière, finance d'entreprise, actions, obligations, produits dérivés, investissements alternatifs et gestion de portefeuille.
Le CFA est considéré comme l'un des examens les plus difficiles au monde.
Les trois niveaux de l'examen sont en anglais. Le taux de réussite du niveau 1 est de 25%, celui du niveau 2 est de 40% et celui du niveau 3 est de 42% en 2021. Il est nécessaire de passer les 3 niveaux dans l'ordre. Passer les trois niveaux coûte entre $2400 et $4590.
| Décennie | Nombre |
| -------- | ------ |
| 1960s    | 2 480  |
| 1970s    | 3 531  |
| 1980s    | 6 393  |
| 1990s    | 22 666 |
| 2000s    | 68 084 |

Pour devenir un CFA Charterholder, il est nécessaire de réussir les trois niveaux de l'examen, d'être titulaire au minimum d'une licence ou d'un bachelor, et de disposer d'au moins 4 années d’expériences professionnelles. En 2017, il y avait près des 150 000 CFA Charterholders dans le monde répartis dans près de 159 pays; 65% des titulaires du CFA vivent en Amérique du Nord, 16% en Europe et 15% en Asie. La part de titulaires du CFA basés en Asie devrait augmenter dans le futur car ils représentent plus de 40% des nouveaux candidats.
En 2019, les 10 principaux employeurs des titulaires du CFA dans le monde étaient JP Morgan (2140 employés), Royal Bank of Canada (1686 employés), Bank of America Merrill Lynch (1633 employés), UBS (1588 employés), HSBC (1446 employés), Wells Fargo (1384 employés), Blackrock (1184 employés), Morgan Stanley (1180 employés), Goldman Sachs (1133 employés) et Citi (1124 employés).
En France, les principaux employeurs de titulaires du CFA sont le Crédit Agricole (incluant Amundi), BNP Paribas, Société Générale (incluant Lyxor), le Groupe BPCE (incluant Natixis) et Axa (incluant Axa IM).
Aux États-Unis, la rémunération annuelle brute moyenne (bonus inclus) des CFA Charterholders était en 2016 de $300 000 dollars US.
D'après le CFA Program Candidate Survey de juin 2019, 13% des candidats au CFA sont analystes financier quantitatif, 9% sont analystes financier d'entreprise, 8% sont comptables, 7% sont consultants, 5% sont analystes risque, 5% sont analystes crédit et 5% sont gérants de portefeuille.
Les examens du programme CFA se préparent de manière personnelle sur le mode de la formation continue. Néanmoins des organismes indépendants proposent des cours préparatoires. Certaines institutions incorporent tout ou partie du programme CFA dans leur cursus de finance pour préparer leurs étudiants aux examens du programme CFA. Le CFA Institute a établi un partenariat avec de nombreux établissements universitaires à travers le monde. 
Les institutions académiques françaises affiliées au CFA Institute (University Affiliation Program) sont :
- Audencia Business School
- Burgundy School of Business
- EDHEC Business School
- EM Lyon Business School
- ESCP Business School
- ESSCA
- ESSEC Business School
- Grenoble Ecole de Management
- IESEG School of Management
- INSEAD
- NEOMA Business School
- Toulouse Business School
- Université d'Orléans
- Université de Caen-Normandie
- Université de Lille
- Université de Montpellier
- Université Paris I Panthéon Sorbonne
- Université Paris II Panthéon Assas
- Université Paris Dauphine-PSL

Au niveau international, les universités membres de l'University Affiliation Program du CFA incluent notamment Cornell, Johns Hopkins, NYU, UCLA, Imperial College, London Business School, Cambridge et Oxford.
Parmi les détenteurs du CFA les plus illustres on peut citer Benjamin Graham, John Templeton, Andreas Sauer ou encore Bill Gross.